# Literaturjahr 1986
Liste der Literaturjahre

◄◄ | ◄ | 1982 | 1983 | 1984 | 1985 | Literaturjahr 1986 | 1987 | 1988 | 1989 | 1990 | ► | ►►

Weitere Ereignisse

## Ereignisse

### Literaturpreise
- Literaturnobelpreis: Wole Soyinka[1][2]

- Nebula Award

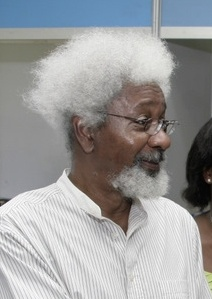
Wole Soyinka, 2008

- Orson Scott Card, Speaker for the Dead, Sprecher für die Toten, Kategorie: Bester Roman
- Lucius Shepard, R&R, R&R auch: Fronturlaub, Kategorie: Bester Kurzroman
- Kate Wilhelm, The Girl Who Fell into the Sky, Das Mädchen, das in den Himmel fiel, Kategorie: Beste Erzählung
- Greg Bear, Tangents, Tangenten, Kategorie: Beste Kurzgeschichte

- Hugo Award

- Orson Scott Card, Ender's Game, Das Große Spiel, Kategorie: Bester Roman
- Roger Zelazny, 24 Views of Mt. Fuji, by Hokusai, 24 Ansichten des Berges Fuji, von Hokusai auch: 24 Ansichten des Fujiyama, von Hokusai, Kategorie: Bester Kurzroman
- Harlan Ellison, Paladin of the Lost Hour, Der Wächter der verlorenen Stunde, Kategorie: Beste Erzählung
- Frederik Pohl, Fermi and Frost, Fermi und Frost,  Kategorie: Beste Kurzgeschichte

- Locus Award

- David Brin, The Postman, Gordons Berufung auch: Postman, Kategorie: Bester SF-Roman
- Roger Zelazny, Trumps of Doom, Die Trümpfe des Jüngsten Gerichts, Kategorie: Bester Fantasy-Roman
- Carl Sagan, Contact, Contact, Kategorie: Bester Erstlingsroman
- James Tiptree, Jr., The Only Neat Thing to Do, Kategorie: Bester Kurzroman
- Harlan Ellison, Paladin of the Lost Hour, Kategorie: Beste Erzählung
- Pat Cadigan, Angel, Kategorie: Beste Kurzgeschichte
- Stephen King, Skeleton Crew, Kategorie: Beste Sammlung
- Harlan Ellison, Medea: Harlan's World, Kategorie: Beste Anthologie

- Kurd-Laßwitz-Preis

- Herbert W. Franke, Endzeit, Kategorie: Bester Roman
- Hans Joachim Alpers und Ronald M. Hahn, Traumjäger, Kategorie: Beste Erzählung
- Reinmar Cunis, Polarlicht, Kategorie: Beste Kurzgeschichte
- Daniel Keyes, Die Leben des Billy Milligan, Kategorie: Bestes ausländisches Werk
- Lore Straßl, Kategorie: Bester Übersetzer

- Philip K. Dick Award

- James P. Blaylock, Homunculus, Homunculus

- Booker Prize: Kingsley Amis, The Old Devils
- Friedenspreis des deutschen Buchhandels: Władysław Bartoszewski
- Ingeborg-Bachmann-Preis: Katja Lange-Müller, Kaspar Mauser – Die Feigheit vorm Freund
- Prix Goncourt: Michel Host, Valet de nuit
- Pulitzer Prize for Drama:  keine Vergabe in diesem Jahr
- Pulitzer Prize for Fiction:  Larry McMurtry, Lonesome Dove
- Pulitzer Prize for Poetry: Henry Taylor, The Flying Change
- Toronto Book Awards: Morley Callaghan, Our Lady of the Snows; Robertson Davies, What's Bred in the Bone
- Arthur Ellis Award: Eric Wright, Death in the Old Country
- Dorothy Livesay Poetry Prize: Joe Rosenblatt, Poetry Hotel
- Ethel Wilson Fiction Prize: Leona Gom, Housebroken
- Floyd S. Chalmers Award in Ontario History: Charles M. Johnston, E.C. Drury: Agrarian Idealist
- Premio Nadal: Manuel Vicent, Balada de Caín
- Georg-Brandes-Preis: Tania Ørum, Pamelas døtre
- Søren-Gyldendal-Preis: Hans Edvard Nørregård-Nielsen
- Kritikerprisen (Dänemark): Bo Green Jensen, Porten til jorden
- Weekendavisens litteraturpris: Bent William Rasmussen, En dag i Amerika
- Kritikerprisen (Norwegen): Carl Fredrik Engelstad, De levendes land

## Neuerscheinungen
Belletristik
- Die Anatomiestunde – Philip Roth
- Apfel – Michael Schulte
- Der Auftrag oder Vom Beobachten des Beobachters der Beobachter – Friedrich Dürrenmatt
- Auslöschung – Thomas Bernhard
- Das bessere Leben – Annie Ernaux
- Coq Rouge – Jan Guillou
- Das Dunkel der Lagune – Jack Higgins
- Der Enkel des Rabbi – Herman Wouk
- Es – Stephen King
- Frieden auf Erden, auch u.d.T. Der Flop – Stanisław Lem
- Der Gefühlsmensch – Javier Marías
- Geschichten von Liebe, Irrsinn und Tod – Horacio Quiroga
- Der Goldschmied und der Dieb – Tonke Dragt
- Das große Heft – Ágota Kristóf
- Heute sterben immer nur die andern – Charlotte Worgitzky
- Krücke – Peter Härtling
- Das Land des Lachens – Jonathan Carroll
- Die liebe Angst – Liane Dirks
- The Light Fantastic – Terry Pratchett
- Die Löwen – Ken Follett
- Mann aus Apulien – Horst Stern
- Die Nächte von St. Germain – Léo Malet
- Die Rättin – Günter Grass
- Redwall – Brian Jacques
- Roman von einem Kinde – Barbara Honigmann
- Tallhover – Hans Joachim Schädlich
- Die Terroristin – Doris Lessing
- Von Liebe und Schatten – Isabel Allende
- Zum Nachtisch Krieg – William Boyd

Drama
- Der Neurosenkavalier – Gunther Beth und Alan Cooper
- Ritter, Dene, Voss – Thomas Bernhard

Kinder- und Jugendliteratur
- Angelina Ballerina – Katharine Holabird
- Der Bär, der verlorenging – Sarah Hayes
- Geheimcode Schreckenstein – Oliver Hassencamp
- Mal dies, mal das – Shirley Hughes
- Sadako und die tausend Papierkraniche – Eleanor Coerr
- Sophie im Schloss des Zauberers – Diana Wynne Jones

Lyrik
- eines jeden einziges Leben – Reiner Kunze

Sachliteratur
- Der blinde Uhrmacher – Richard Dawkins
- Burgen stolz und kühn – Christiane Bimberg
- Farbe bekennen – Hrsg.: Katharina Oguntoye, May Opitz und Dagmar Schultz
- Lasers – Anthony E. Siegman
- On Bullshit – Harry Frankfurt
- Textbuch 9 – Helmut Heißenbüttel
- Tiefenschwindel – Dieter E. Zimmer
- Vom goldenen Handwerk – Alfred Könner

Autobiografie
- Boy – Roald Dahl

## Geboren
- 05. März: Sarah J. Maas, US-amerikanische Fantasy-Autorin
- 14. April: Margarete Stokowski, deutsche Autorin und Kolumnistin
- 22. April: André Herrmann, deutscher Autor
- 02. Juli: Maarja Pärtna, estnische Dichterin und Übersetzerin
- 03. August: Thilo Corzilius, deutscher Schriftsteller
- 17. August: Deborah Feldman, US-amerikanisch-deutsche Schriftstellerin
- 07. September: Alice Zeniter, französische Schriftstellerin
- 22. November: Lana Lux, deutschsprachige Schriftstellerin und Illustratorin

### Genaues Datum unbekannt
- Fatma Aydemir, deutsche Journalistin und Schriftstellerin
- Christoffer Carlsson, schwedischer Schriftsteller und Kriminologe
- Yannic Han Biao Federer, deutscher Schriftsteller
- Marlen Hobrack, deutsche Literaturkritikerin und Schriftstellerin
- Dmitrij Kapitelman, deutschsprachiger Schriftsteller
- Thomas Köck, österreichischer Dramatiker
- Chigozie Obioma, nigerianischer Schriftsteller
- Denis Pfabe, deutscher Schriftsteller und bildender Künstler
- Philipp Winkler, deutscher Schriftsteller

## Gestorben

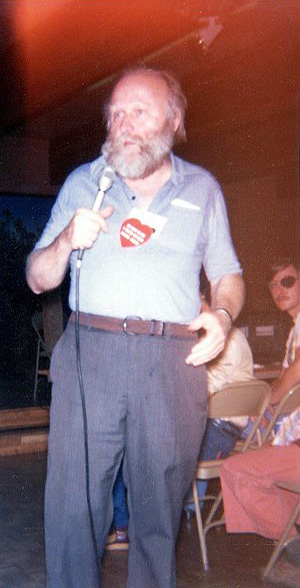
Frank Herbert, 1978

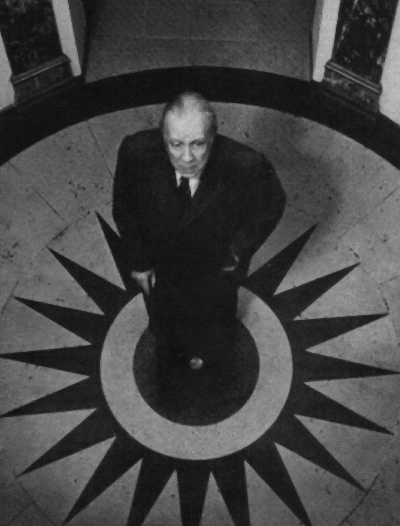
Jorge Luis Borges, 1969

- 04. Januar: Christopher Isherwood, britisch-amerikanischer Schriftsteller (* 1904)
- 10. Januar: Jaroslav Seifert, tschechischer Schriftsteller (* 1901)
- 12. Januar: Marcel Arland, französischer Schriftsteller und Literaturkritiker (* 1899)
- 24. Januar: L. Ron Hubbard, US-amerikanischer Science-Fiction-Autor und Gründer von Scientology (* 1911)
- 26. Januar: Gertrud Lendorff, Schweizer Kunsthistorikerin und Schriftstellerin (* 1900)
- 29. Januar: Jörg Mauthe, österreichischer Journalist, Schriftsteller und Kulturpolitiker (* 1924)
- 11. Februar: Frank Herbert, US-amerikanischer Science-Fiction- und Fantasy-Autor (* 1920)
- 08. März: Hubert Fichte, deutscher Schriftsteller (* 1935)
- 18. März: Bernard Malamud, US-amerikanischer Schriftsteller (* 1914)
- 14. April: Horst Bastian, deutscher Schriftsteller (* 1939)
- 14. April: Simone de Beauvoir, französische Schriftstellerin, Philosophin und Feministin (* 1908)
- 15. April: Jean Genet, französischer Romanautor, Dramatiker und Poet (* 1910)
- 26. April: Günter Karau, ostdeutscher Schriftsteller, Drehbuchautor und Journalist (* 1929)
- 07. Mai: Haldun Taner, türkischer Schriftsteller (* 1915)
- 16. Mai: Friedrich Franz von Unruh, deutscher Schriftsteller (* 1893)
- 29. Mai: Onelio Jorge Cardoso, kubanischer Schriftsteller und Journalist (* 1914)
- 06. Juni: Herbert Eisenreich, österreichischer Schriftsteller (* 1925)
- 10. Juni: Merle Miller, US-amerikanischer Schriftsteller und Drehbuchautor (* 1919)
- 14. Juni: Jorge Luis Borges, argentinischer Schriftsteller (* 1899)
- 14. Juni: Wilhelm Szabo, Dichter, Poet, Autor, Übersetzer und Lehrer (* 1901)
- 29. Juni: Jürgen Rühle, deutscher Schriftsteller, Journalist und Fernsehredakteur (* 1924)
- 22. Juli: Floyd Gottfredson, US-amerikanischer Comiczeichner und -texter, Cartoonist sowie Maler (* 1905)
- 01. August: Robert Wolfgang Schnell, deutscher Schriftsteller (* 1916)
- 06. August: Manfred Hausmann, deutscher Schriftsteller (* 1898)
- 07. August: Aline Valangin, Schweizer Schriftstellerin und Psychoanalytikerin (* 1889)
- 10. August: Vratislav Effenberger, tschechischer Literaturtheoretiker (* 1923)
- 19. August: Willy Kramp, deutscher Schriftsteller (* 1909)
- 22. August: Elfriede Mechnig, deutsche Literaturagentin, Autorin und Übersetzerin (* 1901)
- 31. August: Goffredo Parise, italienischer Schriftsteller (* 1929)
- 29. September: Helmut Qualtinger, österreichischer Kabarettist und Schriftsteller (* 1928)
- 01. Oktober: Emil Maier-Dorn, deutscher Schriftsteller (* 1908)
- 10. Oktober: Antonio di Benedetto, argentinischer Schriftsteller (* 1922)
- 14. Oktober: Bilal Xhaferr Xhaferri, albanischer Schriftsteller und Publizist (* 1935)
- 20. Oktober: Fritz Hochwälder, österreichischer Schriftsteller (* 1911)
- 22. November: Hans-Jürgen Fröhlich, deutscher Schriftsteller (* 1932)
- 26. November: Ingeborg Drewitz, deutsche Schriftstellerin (* 1923)
- 19. Dezember: V. C. Andrews, US-amerikanische Schriftstellerin (* 1923)
- 28. Dezember: John D. MacDonald, US-amerikanischer Schriftsteller (* 1916)
- 31. Dezember: Piero Chiara, italienischer Schriftsteller (* 1913)